# امپراتور نینکو
امپراتور نینکو (به ژاپنی: 仁孝天皇، Ninkō-tennō)؛ زاده ۱۶ مارس ۱۸۰۰ درگذشته ۲۱ فوریهٔ ۱۸۴۶) صد و بیستمین امپراتور ژاپن بود. امپراتور کومی چهارمین پسر وی بود.